# Olympische Sommerspiele 2008/Teilnehmer (Pakistan)
| Gelbes Symbol für Goldmedaillen mit stilisierten Olympischen Ringen | Graues Symbol für Silbermedaillen mit stilisierten Olympischen Ringen | Braundes Symbol für Bronzemedaillen mit stilisierten Olympischen Ringen |
| ------------------------------------------------------------------- | --------------------------------------------------------------------- | ----------------------------------------------------------------------- |
| —                                                                   | —                                                                     | —                                                                       |

Pakistan nahm an den Olympischen Sommerspielen 2008 in der chinesischen Hauptstadt Peking mit 21 von der Pakistan Olympic Association ernannten Athleten, zwei Frauen und 19 Männern, in vier Sportarten teil.
Seit 1948 war es die 15. Teilnahme eines pakistanischen Teams bei Olympischen Sommerspielen.

## Flaggenträger
Der Hockeyspieler Zeeshan Ashraf trug die Flagge Pakistans während der Eröffnungsfeier im Nationalstadion.

## Teilnehmer nach Sportarten

### Hockey

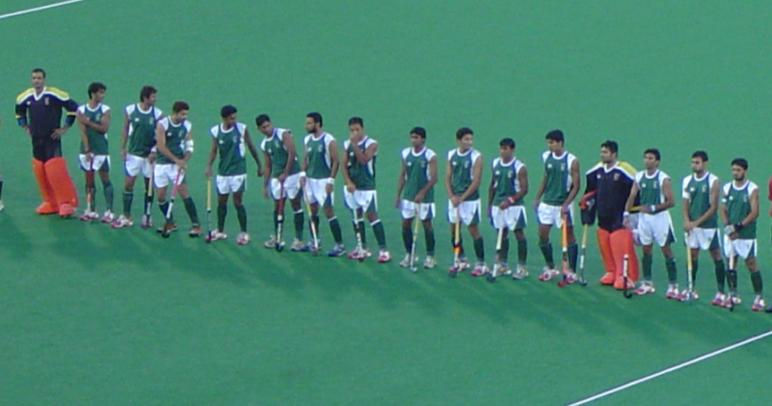
Hockey-Team der Herren

- Pakistanische Hockeynationalmannschaft der Herren
Shakeel Abbasi
Nasir Ahmed
Salman Akbar
Waqas Akbar
Zeeshan Ashraf
Syed Abbas Haider Bilgrami
Rehan Butt
Muhammad Imran
Muhammad Javed
Adnan Maqsood
Muhammad Asif Rana
Shafqat Rasool
Muhammad Saqlain
Muhammad Waqas
Syed Imran Ali Warsi
Muhammad Zubair
Munib Ahmad

### Leichtathletik
- Abdul Rashid
Männer, 110 m Hürden
- Sadaf Siddiqu
Frauen, 100 m

### Schießen
- Siddique Umer
Männer, Luftgewehr 10 m
Männer, Kleinkaliber Dreistellungskampf 50 m

### Schwimmen
- Kiran Khan